# Малага (провінція)
Ма́лага (ісп. Málaga) — провінція на півдні Іспанії у складі автономного співтовариства Андалусія. Вона межує з провінціями Кадіс на заході, Севілья і Кордова на півночі, Гранада на сході і Середземним морем на півдні. Адміністративний центр — місто Малага.
Площа провінції — 7 308 км². Населення — 1 593 068 чол., з них більше третини живе у столиці, густота населення — 217,99 осіб/км². Адміністративно поділяється на 101 муніципалітет.